# 山下武
山下 武（やました たけし、1926年4月3日 - 2009年6月13日）は東京生まれの文芸評論家、演出家。古本関係の著述活動で著名であった。

## 人物
法政大学文学部卒業。日劇の舞台監督やNET（現・テレビ朝日）の演芸番組『大正テレビ寄席』のプロデューサーとディレクターを務めた。
椎名麟三に師事し、作家活動を行う。また近代文学研究者でも活動。工学院大学を経て、芝浦工業大学に勤務。
父は落語家の柳家金語楼、異母弟はロカビリー歌手として一世を風靡した山下敬二郎、異母妹は女優・声優の有崎由見子。祖父は三遊亭金勝。叔父は先代昔々亭桃太郎。

## 著書
- 『異象の夜に』審美社、1970
- 『書物万華鏡』実業之日本社、1980
- 『青春読書日記』同、1981
- 『父・柳家金語楼』同、1983
- 『日本文章史論』啓文社、1985
- 『古書礼賛』青弓社、1986
- 『忘れられた作家・忘れられた本』松籟社、1987
- 『古書縦横』青弓社、1988
- 『古書発掘』同、1989
- 『古書のある風景』同、1990
- 『探偵小説の饗宴』同、1990
- 『幻の作家たち－消え去りし文学へ寄せるオマージュ』冬樹社、1991
- 『古書の誘惑』青弓社、1991
- 『異端的神秘主義序説』同、1992
- 『古書の味覚』同、1993
- 『幽霊たちは＜実在＞を夢見る』刀水書房、1993
- 『古書のざわめき』青弓社、1993
- 『書物熱愛』実業之日本社、1993
- 『古書を求めて』青弓社、1994
- 『「新青年」をめぐる作家たち』筑摩書房、1996
- 『古書を旅する』青弓社、1997
- 『風化させない戦争体験の記録』 大空社 1999
- 『嗚呼、懐かしの金語樓』 小学館 2000
- 『大正テレビ寄席の芸人たち』 東京堂出版 2001
- 『20世紀日本怪異文学誌 ドッペルゲンガー文学考』 有楽出版社 2003
- 『夭折の天才群像 神に召された少年少女たち』 本の友社 2004
- 『人の読まない本を読む 赤耀館読書漫録』 本の友社 2005
- 『書斎の憂愁』 日本古書通信社 2009

## 編書
- 『橘外男ワンダーランド』（第I期・全六巻、中央書院刊）　1994
- 『まぼろし文学館』 本の友社、1998（監修）
- 『リバイバル<外地>文学選集』全20巻、大空社、1998-2000（監修）
- 『名作翻訳選集』 本の友社、1998（監修）
- 『叢書俘虜・抑留の真実』全10巻　大空社、1999（監修）
- 『エミール・ゾラ選集』（復刻）全17巻、本の友社、2000-02（監修）
- 『上海叢書』 大空社、全12巻、2002（監修）